# .tm
.tm là tên miền quốc gia cấp cao nhất (ccTLD) của Turkmenistan. Nó được điều hành bởi Cục Máy tính Internet.
Nó đã được quảng bá làm tên miền cho doanh nghiệp có thương hiệu, do tên thường dùng "TM" trong tình huống này, nhưng những đăng ký mới có lúc đã bị ngưng lại do chính phủ Turkmenistan lo ngại tên miền có thể được dùng với mục đích "sai đạo đức".

### Các tên miền cấp 2 hạn chế
- com.tm
- co.tm
- org.tm
- net.tm
- nom.tm
- edu.tm
- gov.tm
- mil.tm

(chỉ có gov.tm và edu.tm là thực sự được dùng)